# 斯特凡·利夫
斯特凡·利夫（瑞典語：Stefan Liv，1980年12月21日—2011年9月7日），瑞典男子冰球运动员。他曾代表瑞典参加2006年和2010年冬季奥林匹克运动会冰球比赛，其中2006年奥运会获得一枚金牌。